# Printemps de Pékin (1978-1979)
Pour les articles homonymes, voir Printemps de Pékin.
Le Printemps de Pékin, par analogie avec le Printemps des peuples survenu en 1848 en Europe, est le nom donné à l'épisode révolutionnaire qui s'est déroulé dans la capitale chinoise en mai et juin 1979. Elle est la 2ème manifestation de grande ampleur contre la politique de Pékin après le Mouvement du 5 Avril de 1976 et avant les Manifestations de la place Tian'anmen de avril-juin 1989.

## Historique
Cet épisode n'est pas la première vague de contestation qu'a connue la république populaire de Chine. Ainsi, en 1977 et 1978, alors qu'une certaine libéralisation du régime est amorcée après la mort de Mao, les Chinois furent autorisés à critiquer ouvertement le régime, en particulier au moyen de dazibao.
Mao Zedong et son Premier ministre, Zhou Enlai, décèdent en 1976. La période précédente se solde en Chine par des millions de victimes (entre 25 millions et 30 millions selon les sources) à cause de la politique nommée le grand bond en avant favorisant les métiers lourds telle que métallurgie se soldant par un déficit en agriculture et par une famine dévastatrice. Deng Xiaoping arrive au pouvoir sans être désigné par ses prédécesseurs, étant le secrétaire du parti communiste de 1954 à 1967. Il décide de changer la logique économique et d'ouvrir la Chine à l'économie capitaliste, avec notamment une nouvelle politique visant à redynamiser le pays : les quatre modernisations ayant pour objectif d'améliorer le domaine de l'agriculture, de l'industrie, des sciences et technologies et de la défense. Il s'ensuit une ouverture économique de la Chine avec le reste du monde tout en gardant un régime à tendance autoritaire.
C'est dans ce contexte que naît ce printemps venant juste après la période de Boluan Fanzheng décidé par Deng Xiaoping au XIe congrès du parti et mis en application dès septembre 1977.
En janvier 1979, Ren Wanding affiche sur le Mur de la démocratie un manifeste, la Déclaration des droits de l’homme en Chine, appelant à des élections libres et à l'abolition de la corruption et de la police secrète, ce qui lui vaut une reconnaissance immédiate. L' Alliance pour les droits de l’homme en Chine, est créée à partir de ce manifeste. Le mouvement compte plus d’une centaine d’adhérents à Pékin, mais le régime chinois réprime rapidement ces opposants favorables à la démocratie. Ren Wanding est arrêté le 4 avril 1979 devant le Mur de la démocratie. Emprisonné il est libéré en 1983,
Lorsque des milliers de paysans désorganisés arrivent de la campagne pour demander réparation pour leurs griefs, Fu Yuehua joue un rôle de premier plan dans la coordination de leurs protestations. L'énorme rassemblement de janvier 1979 a probablement été l'action la plus spectaculaire des pétitionnaires. Ils ont bloqué le trafic du centre-ville pendant plus d'une heure. Elle a été arrêtée dès janvier et inculpée en avril. Le 25 décembre 1979, Fu Yuehua, a été condamnée à deux ans de prison par la Cour populaire intermédiaire.
Cette période s'étendra de novembre 1978 à mars 1980 seulement quelques mois après le Mur de la démocratie à Pékin.
Les manifestants de 1979 réclamaient la cinquième modernisation : l’avènement de la démocratie. L'épicentre de la contestation est la place Tian'anmen, en plein cœur de la capitale chinoise, qui est occupée par des étudiants et des contestataires durant près d'un mois avant d'être encerclée par l'armée, et ses occupants décimés. Le bilan de cet épisode tragique n'est pas connu avec précision mais pourrait se monter à plusieurs milliers de victimes, cette répression clôturant cette période d'espoir démocratique. Le pouvoir se renforcera quelques mois plus tard lors de la Tournée d'inspection de Deng Xiaoping dans le Sud en enterrant définitivement tout espoir de démocratisation, voire d'évolution à l'Occidentale de la Chine communiste.